# 俾斯麥鎮區 (明尼蘇達州錫布利縣)
俾斯麥鎮區（英語：Bismarck Township）是位於美國明尼蘇達州錫布利縣的一個行政鎮區。

## 歷史
俾斯麥鎮區於1874年成立，得名自奥托·冯·俾斯麦（Otto von Bismarck）。

## 地方資料
俾斯麥鎮區的面積為93.41平方千米，當中陸地面積為93.12平方千米，而水域面積為0.29平方千米。根據2020年美國人口普查的數據，當地共有人口323人，而人口密度為每平方千米3.46人。